# 더 넌
《더 넌》(영어: The Nun)은 2018년에 개봉한 미국의 고딕 초자연 공포 영화로, 컨저링 유니버스 시리즈 중 하나이며 시기로 보면 제일 처음에 있었던 사건이다. 코린 하디 감독이 연출을 맡았고 게리 도버먼 작가가 각본을 맡았다. 애초 2018년 7월에 개봉을 하려고 했으나 내부 사정으로 인해(후반 작업으로 추측) 미국에서는 2018년 9월 7일에 개봉 하였으며 한국에서는 《신비한 동물들과 그린델왈드의 범죄》 개봉으로 인해 더 이상 늦출 수 없는 관계로 미국하고 비슷한 시기인 2018년 9월 19일에 개봉을 하였다.
2023년 영화 《더 넌 2》로 이어진다.

## 줄거리
1952년 루마니아 성 크르차 수녀원(Mănăstirea Cârța) 소속 수녀 둘이 악마에게 공격 당한다. 살아남은 빅토리아 수녀는 목을 매달아 자살한다.
수녀원에 물자를 배달하는 주민 "프렌치"가 빅토리아의 시체를 발견한다. 프렌치는 실은 프랑스계 캐나다인이지만 마을에서 그냥 프랑스인으로 여겨져 굳어진 별칭. 바티칸 시국은 사건 조사를 위해 버크 신부와 아직 수련 중인 아이린 수녀를 파견한다.
버크 신부, 아이린 수녀, 프렌치는 곧장 수녀원을 방문하지만 대침묵 일과를 존중하기 위해 다음날 다시 찾기로 한다. 그날 밤 악마에게 생매장 당한 버크 신부를 아이린이 구출한다.
다음 날 오아나 수녀는 이 수녀원이 원래는 중세 암흑시대에 지어진 성 크르차 공작의 성이었으며, 오컬트에 경도돼있던 공작이 카타콤 바닥에 균열을 일으켜 지옥으로부터 악마 발라크를 소환했다는 사실을 알려준다. 때마침 도착한 성전기사단이 공작을 죽인 뒤 틈에 그리스도의 피를 떨궈 재빨리 봉인했으나 제2차 세계 대전 폭격 여파로 사이가 다시 벌어져 발라크가 풀려났던 것이다. 발라크는 이들 앞에 수녀 형상으로 모습을 드러낸다.
아이린은 발라크를 저지하기 위해 교대로 기도하는 다른 수녀들에게 합류해 한참 동안 성체 조배를 하나 나중에 자신이 보아온 수녀원장, 오아나 수녀 등 수녀들은 이미 예전에 사망했으며 실체가 아니었음을 알게 된다. 수녀들의 영은 아이린에게 경고하기 위해 나타났던 것이며, 빅토리아 수녀는 이 수도원의 마지막 생존 수녀였으나 본인의 신체가 발라크의 해방에 이용 당하는 일이 없게 하기 위해서 스스로를 희생했던 것이다.
이들은 빅토리아 수녀 시체 손에서 발견했던 열쇠로 성유물함을 열고 그리스도의 피를 확보하여 기독교인 기사들 방식을 재시도 하기로 한다. 아이린은 자신을 정식 수녀로 승격해줄 것을 버크 신부에게 요청하고, 신부가 이를 승인해 종신서원(votum perpetuum)을 진행한다.
오망성 안으로 유인 당한 아이린은 발라크에게 빙의 당해 프렌치를 공격하지만 프렌치가 그리스도의 피를 아이린의 얼굴에 문질러 발라크를 아이린의 몸에서 물리친다. 이에 발라크는 아예 지하를 물로 채우고 아이린은 수장 당할 위기에 처한다. 그러나 아이린이 입에 머금었던 그리스도의 피를 발라크의 얼굴에 내뱉어 발라크는 바닥 균열 안으로 빨려들어가 사라지고 균열도 봉인된다. 프렌치는 아이린 수녀에게 본명이 모리스라고 알려준다.
이렇게 모든 일이 잘 해결된듯 보였으나 사실 "프렌치" 모리스는 발라크에게 빙의된 상태였다.
20년 후 웨이크필드의 매사추세츠 웨스턴 대학 세미나에서 에드와 로레인 워런 부부가 나이 든 모리스를 퇴마하는 광경이 담긴 촬영분을 상영한다. 영상 속에는 모리스가 로레인의 팔을 붙잡은 순간 로레인이 에드가 사망하는 미래 모습을 예지하여 공포에 질린 표정이 담겨있다. 이를 함께 시청하는 사람들 가운데 캐럴린 페런이 앉아있다.
영화에는 나오지 않으나 이 세미나가 끝나자마자 캐럴린이 워런 부부에게 본인 집 조사를 의뢰하면서 《컨저링》 내용으로 바로 이어진다.

## 출연
- 데미안 비치르 - 버크 신부 역
- 타이사 파미가 - 아이린 수녀 역
- 조나스 블로케 - "프렌치" 역
- 보니 에런스 - 악마 수녀 (발라크) 역
- 샬럿 호프 - 빅토리아 수녀 역
- 인그리드 비수 - 오아나 수녀 역
- 어거스트 머터로 - 다니엘, 예전에 버크 신부가 구마예식을 시도한 프랑스인 소년 역
- 마크 스테거 - 공작 역
- 패트릭 윌슨 - 에드 워런 역
- 비라 파미가 - 로레인 워런 역
- 릴리 테일러 - 캐럴린 페런 역

## 기타 제작진
- 미술: 제니퍼 스펜스
- 세트: 지나 케일린
- 특수 효과: 아드리안 포페스쿠
- 의상: 샤론 길럼
- 배역: 리치 딜리아, 릴리아나 토마, 로즈 윅스티드